# Sinagoga di Helsinki
La sinagoga di Helsinki, costruita nel 1906 in stile Art Nouveau, è con la sinagoga di Turku una delle due sinagoghe monumentali della Finlandia.

## Storia
L'imponente sinagoga (con l'annessa scuola) fu progettata dall'architetto finlandese Johan Jacob Ahrenberg (1847-1914). I lavori di costruzione iniziarono nella primavera del 1905 e furono completati nel mese di agosto 1906. L'edificio fu rinnovato e ampliato nel 1926, quando vi fu aggiunta la biblioteca.
Si tratta di un edificio bianco circondato da una cancellata; la sua cupola in stile bizantino è un tratto distintivo nel panorama di Helsinki. La facciata principale è scandita da tre grandi finestroni fiancheggiati da una serie di finestre circolari. Sull'ingresso è l'iscrizione di Proverbi 4,2: 'Poiché io vi do una buona istruzione, non abbandonate il mio insegnamento'. La sala di preghiera, situata al piano superiore e perfettamente conservatasi nel suo disegno originario, è una stanza rettangolare, austera, con gallerie laterali per i matronei. Si conclude con un "arco trionfale" che contiene l'Arca. Entro l'arco, è una raffigurazione delle Tavole della Legge, affiancate da leoni e sormontate da una corona. La sinagoga può ospitare seicento persone nelle panche di legno poste attorno alla Bimah centrale. Un grande lampadario pende dal soffitto al centro della sala.
Nonostante l'alleanza militare della Finlandia con la Germania nazista, alla comunità ebraica finlandese furono risparmiati gli orrori dell'Olocausto. La sinagoga è così giunta a noi intatta. La sinagoga conserva una corona presentata nel 1944 dal feldmaresciallo Carl Gustaf Emil Mannerheim, Presidente della Finlandia nel 1944-46, a ricordo dei 23 soldati ebrei morti nella guerra russo-finlandese. C'è anche una scultura commemorativa della seconda guerra mondiale, opera di Harri Kivijarvi e Sam Vanni.
Il Centro Comunitario ebraico, che si trova accanto alla Sinagoga, è stato costruito nel 1967. I servizi includono una casa di riposo per anziani, un auditorium, una sala delle riunioni, e un bagno rituale. Qui continua, ininterrottamente dal 1918, anche l'attività scolastica.
Nel 2005 la sala di preghiera è stata oggetto di un importante intervento di restauro conservativo, che l'ha riportata fedelmente all'aspetto e ai colori originari.